# 羽後町立羽後明成小学校
羽後町立羽後明成小学校（うごちょうりつ うごめいせいしょうがっこう）は、秋田県雄勝郡羽後町大字足田にある公立小学校。羽後町の少子化に伴い2校を統合し開校した。　

## 沿革
- 2006年（平成18年）6月23日 - 羽後町は、明治小学校と新成小学校との統合を決定。
- 2008年（平成20年）
  - 4月1日 - 羽後町の2小学校（新成小・明治小）の統合により開校[1][2]、校舎は新成小学校のものを利用している。
  - 4月4日 - 最初の始業式挙行。
  - 4月6日 - 開校記念と第1回入学の両式典挙行。
- 2009年（平成21年）
  - 3月17日 - 第1回卒業証書授与式挙行。
  - 4月27日 - 学校支援地域本部事業認定を受ける。
- 2014年（平成26年）10月22日 - 地域防災避難訓練（避難所開設・炊き出し訓練）実施。
- 2018年（平成30年）4月6日 - 「学校運営協議会」実施し、コミュニティスクールとなる。

## 校歌
羽後明成小学校校歌「希望」
- 作詞 小坂太郎
- 作曲 仙道作三

## 関係者

### 出身者
- 旧新成小学校
  - 仙道作三（作曲家）

## 周辺
- 羽後町大谷地浄水場
- 国道398号
- 五輪坂アルカディア公園
- 五輪坂自然公園

## アクセス
- 羽後町役場から車で、約3.5km・約7分。
- 東北中央自動車道 湯沢ICから車で、約11.2km・約23分。
- JR東日本 奥羽本線 湯沢駅から車で、約12.7km・約26分。
- なお、学校周辺には路線バスは通っておらず、最寄りの停留所である羽後交通「100系統」西馬音内線「体育館前（羽後町）」停留所から、徒歩約3.7km・約1時間ほどかかる。